# Leucomeris
Leucomeris es una planta herbácea de la familia de las asteráceas.  Su única especie: Leucomeris decora, es originaria de Asia.

## Descripción
Son árboles pequeños, que alcanzan un tamaño de 3-8 m de altura. Con hojas alternas, pecíolo 1.5-4 cm, lámina de la hoja elíptica u oblongo-lanceoladas, 6-26 × 2.5-10 cm, como de papel, tomentosas abaxialmente, adaxialmente glabras, la base cuneada, a menudo desigual, el ápice obtuso o mucronado. Capitulescencias en un denso glomérulo de 6 a 14 cabezas terminales, de 8-10 mm de diámetr. El involucro de 4-7 mm diámetro. La corola blanca, profundamente 5-lobulada, lóbulos de 7-8 mm. Los frutos son aquenios de 1-1.2 cm; vilanos  en rojo o amarillo pajizo, 1,3-1,5 cm. Fl. Mar-Abr. Tiene un número de cromosomas de 2 n = 54.

## Distribución y hábitat
Se encuentra en los bosques, los márgenes de bosques y matorrales, a una altitud de 1000-1900 metros en el sur y oeste de Yunnan en China, en Birmania, Tailandia y Vietnam.

## Taxonomía
Leucomeris decora fue descrita por Wilhelm Sulpiz Kurz y publicado en Journal of the Asiatic Society of Bengal. Part 2. Natural History 41: 317. 1872.
Sinonimia
- Gochnatia decora (Kurz) Cabrera[4]